# Victoria Voncampe
Victoria Voncampe (* 11. November 1941 in Hamburg, eigentlich Victoria von Campe) ist eine deutsche Fernsehansagerin, Schauspielerin und Moderatorin.

## Leben
Victoria Voncampe ging zur Schauspielschule von Hildburg Frese. 1960 hatte sie eine Nebenrolle in dem Film Ich zähle täglich meine Sorgen.
Mit dem Beginn des Sendebetriebes am 1. April 1963 war sie als freie Mitarbeiterin die erste Fernsehansagerin beim ZDF. Die folgenden sechzehn Jahre lang kündigte sie dort das Abendprogramm an. Dann wechselte sie zum Norddeutschen Rundfunk, wo sie eine Zeit lang die Sendungen Aktuelle Schaubude, Rund um den Michel und Hamburg Journal moderierte.
1967 erhielt sie den Bronzenen Bravo Otto der Jugendzeitschrift Bravo. 1971 hatte sie eine Rolle in der Science-Fiction-Komödie Besuch auf einem kleinen Planeten. Ihre letzte Rolle spielte sie 1982 in dem Fernsehfilm Heimkehr nach Deutschland.
2002 beendete sie mit 60 Jahren ihre Fernsehkarriere und widmet sich seither ihrer künstlerischen Tätigkeit. Sie malt Bilder und fertigt Collagen, Installationen und Objekte an. Dazu nahm sie Kunstunterricht bei der russischen Künstlerin MAKSA und besuchte auch die „Summeracademy of Art and Design Pentiment“ in Hamburg.
Da 1997 bei einer Routineuntersuchung bei ihr Brustkrebs diagnostiziert wurde, ist sie auch auf dem Gebiet der Krebsvorsorge aktiv. Sie ist Schirmherrin der Initiative „überLEBEN mit Brustkrebs“.
Verheiratet ist Victoria Voncampe mit dem Kaufmann Peter Schlickenrieder.